# Rytidosperma richardsonii
Rytidosperma richardsonii là một loài thực vật có hoa trong họ Hòa thảo. Loài này được (Cashmore) Connor & Edgar miêu tả khoa học đầu tiên năm 1979.